# World Wide Technology Soccer Park
El World Wide Technology Soccer Park es un complejo de fútbol que incluye cuatro estadios específicos de ese deporte, con el campo principal, el West Community Stadium, con capacidad para 5.500 asientos.
Ubicado en Fenton, Misuri, un suburbio al suroeste del centro de St. Louis, es operado por St. Louis Scott Gallagher Soccer Club cuyos 275 equipos y 3.600 jugadores lo usan tanto para prácticas como para juegos.
También es el campo de los equipos de fútbol masculino y femenino de la Webster University y fue el estadio del Saint Louis FC desde 2015 hasta 2020. El complejo tiene cinco canchas de juego y la mayoría están están iluminadas.
Los campos se utilizan principalmente para fútbol, pero también albergan equipos de hockey y lacrosse. Además de las superficies de juego, el complejo cuenta con oficinas, vestuarios, una tienda para fanáticos, un salón de banquetes, una terraza con vista al campo principal, dos puestos de concesión, un palco de prensa y una oficina privada.

## Historia

### Apertura y Anheuser-Busch
El St. Louis Soccer Park se inauguró en 1982 con fondos del Anheuser-Busch, quien lo compró en 1985 y lo renombró como Anheuser-Busch Center. Durante su propiedad , el campo de exhibición principal, conocido como West Community Stadium desde agosto de 2019, se abrió y tenía capacidad para 5.500 espectadores, para albergar competencias internacionales, universitarias y de fútbol juvenil.
August Busch IV, el ex director ejecutivo de Anheuser-Busch, a quien no le gustaba ir a la sede de Anheuser-Busch, renovó una parte de las oficinas de Soccer Park con su propia oficina lujosa y aislada que incluye un baño privado (antes oficinas de entrenadores de clubes de fútbol ducha) y sala de conferencias. Durante la adquisición de Anheuser-Busch por el fabricante de cerveza belga InBev, la junta y los ejecutivos de Anheuser-Busch se reunieron en la sala de conferencias de agosto en el Soccer Park. En un momento durante el proceso de adquisición, August dijo "Mi cuarto de guerra es el Soccer Park" y describió el frenético esfuerzo de los ejecutivos para salvar a Anheuser-Busch de la venta.

### St. Louis Soccer United
En marzo de 2009, Anheuser-Busch escribió una carta de intención para transferir la propiedad del Soccer Park a Jeff Cooper y su organización St. Louis Soccer United (SLSU) con el fin de fortalecer la oferta de SLSU por un equipo de expansión de la MLS. Si bien la oferta de la MLS fracasó, SLSU anunció en mayo que Saint Louis Athletica, el equipo de fútbol profesional femenino también dirigido por SLSU, jugaría el resto de sus partidos en casa en el Soccer Park, habiendo jugado anteriormente en el Ralph Korte Stadium en el campus de SIUE.
En el verano de 2011, Jeff Cooper y SLSU vendieron el parque de fútbol a St. Louis Scott Gallagher, un club de fútbol local. Jeff Cooper recibió originalmente una oferta para el Soccer Park de una organización no relacionada con el fútbol, pero esta noticia se extendió a los ejecutivos de World Wide Technology Jim Kavanaugh y Tom Strunk quienes, en un esfuerzo por mantener el fútbol fuerte en St. Louis, financiaron personalmente el trato: para la suma de $ 1.9M - en nombre de St. Louis Scott Gallagher.

### Propiedad actual
En marzo de 2012, St. Louis Scott Gallagher inició una renovación de $ 1.5M del Soccer Park después de que firmó una asociación con la Webster University y recibió el patrocinio de Nike, Windows Mobile y Wells Fargo, además de una considerable donación de la World Wide Technology, que tenía varios ejecutivos jugando al fútbol en SLU.
Las renovaciones incluyeron reemplazar el campo de exhibición principal, replantar los dos campos de césped restantes con pasto Bermuda, reemplazar el marcador obsoleto con un tablero de video y un sistema de sonido de última generación, y convirtiendo una de las salas de conferencias de los entrenadores en una tienda profesional de equipos de primera clase.

## Partidos internacionales
| Fecha                    | Competición                                | Local          | Resultado | Visitante           |
| ------------------------ | ------------------------------------------ | -------------- | --------- | ------------------- |
| 30 de mayo de 1987       | Preolímpico de Concacaf de 1988            | Estados Unidos | 3-0       | Canadá              |
| 5 de septiembre de 1987  | Preolímpico de Concacaf de 1988            | Estados Unidos | 4-1       | Trinidad y Tobago   |
| 13 de agosto de 1988     | Clasificación para la Copa Mundial de 1990 | Estados Unidos | 5-1       | Jamaica             |
| 30 de abril de 1989      | Campeonato de Naciones de 1989             | Estados Unidos | 1-0       | Costa Rica          |
| 5 de noviembre de 1989   | Campeonato de Naciones de 1989             | Estados Unidos | 0-0       | El Salvador         |
| 4 de abril de 1990       | Amistoso                                   | Estados Unidos | 4-0       | Islandia            |
| 30 de septiembre de 1990 | Amistoso                                   | Estados Unidos | 2-0       | 11 ideal de la MISL |
| 5 de abril de 1992       | Preolímpico de Concacaf sub-23 de 1992     | Estados Unidos | 4-3       | Honduras            |